# Federazione pallavolistica del Perù
La Federazione peruviana di pallavolo (spa. Federación Peruana de Voleibol, FPV) è un'organizzazione fondata nel 1942 per governare la pratica della pallavolo in Perù.
Organizza il campionato maschile e femminile, e pone sotto la propria egida la nazionale maschile e femminile.
Ha aderito alla FIVB nel 1955.
Organizza anche alcuni tornei come la Coppa Latina di pallavolo, la Coppa Movistar e, in occasione della festa nazionale dell'indipendenza, la Coppa Presidente della Repubblica di pallavolo.